# Пустеля (фільм, 2015)
«Пустеля» (ісп. Desierto) — мексиканський драматичний фільм-трилер, знятий Хонасом Куароном. Світова прем'єра стрічки відбулась 13 вересня 2015 року на міжнародному кінофестивалі в Торонто. Фільм розповідає про групу людей, яка намагається перетнути мексикансько-американський кордон, але стикається з расистом, який вирішує по-своєму виконувати роль прикордонного патруля.
Фільм був висунутий Мексикою на премію «Оскар» за найкращий фільм іноземною мовою.

## У ролях
- Гаель Гарсія Берналь — Мойзес
- Джеффрі Дін Морган — Сем
- Алондра Гідальго — Адела
- Дієго Катаньо — Мечас

## Визнання
| Нагороди та номінації фільму «Пустеля» | Нагороди та номінації фільму «Пустеля» | Нагороди та номінації фільму «Пустеля» | Нагороди та номінації фільму «Пустеля» | Нагороди та номінації фільму «Пустеля» | Нагороди та номінації фільму «Пустеля» |
| Рік                                    | Кінопремія / Кінофестиваль             | Категорія / Нагорода                   | Номінант                               | Результат                              |                                        |
| -------------------------------------- | -------------------------------------- | -------------------------------------- | -------------------------------------- | -------------------------------------- | -------------------------------------- |
| 2015                                   | Міжнародний кінофестиваль у Торонто    | Приз ФІПРЕССІ                          | «Пустеля»                              | Перемога                               |                                        |
| 2015                                   | Лондонський кінофестиваль              | Найкращий фільм                        | «Пустеля»                              | Номінація                              |                                        |